# Kara wychowawcza
Kara wychowawcza – kara wymierzana przez rodzica lub opiekuna prawnego w procesie wychowawczym dziecka. Ma ona zapobiegać powtarzaniu się niewłaściwych zachowań u dziecka.

## Rodzaje kar
Można wyróżnić kilka rodzajów kar wychowawczych, m.in.:
- upomnienie
- ograniczenie przywilejów dziecka w rodzinie (np. zakaz oglądania telewizji, grania na komputerze, czytania komiksów, wyjścia z domu albo zakazywania jakiejkolwiek przyjemności)
- nałożenie na dziecko obowiązku wykonywania jakiejś czynności
- kara cielesna (legalna tylko w niektórych państwach).

W Polsce osobom sprawującym władzę rodzicielską lub opiekę nad małoletnim nie wolno stosować kar fizycznych wobec niego.